# カラ・ムスタファ・パシャ

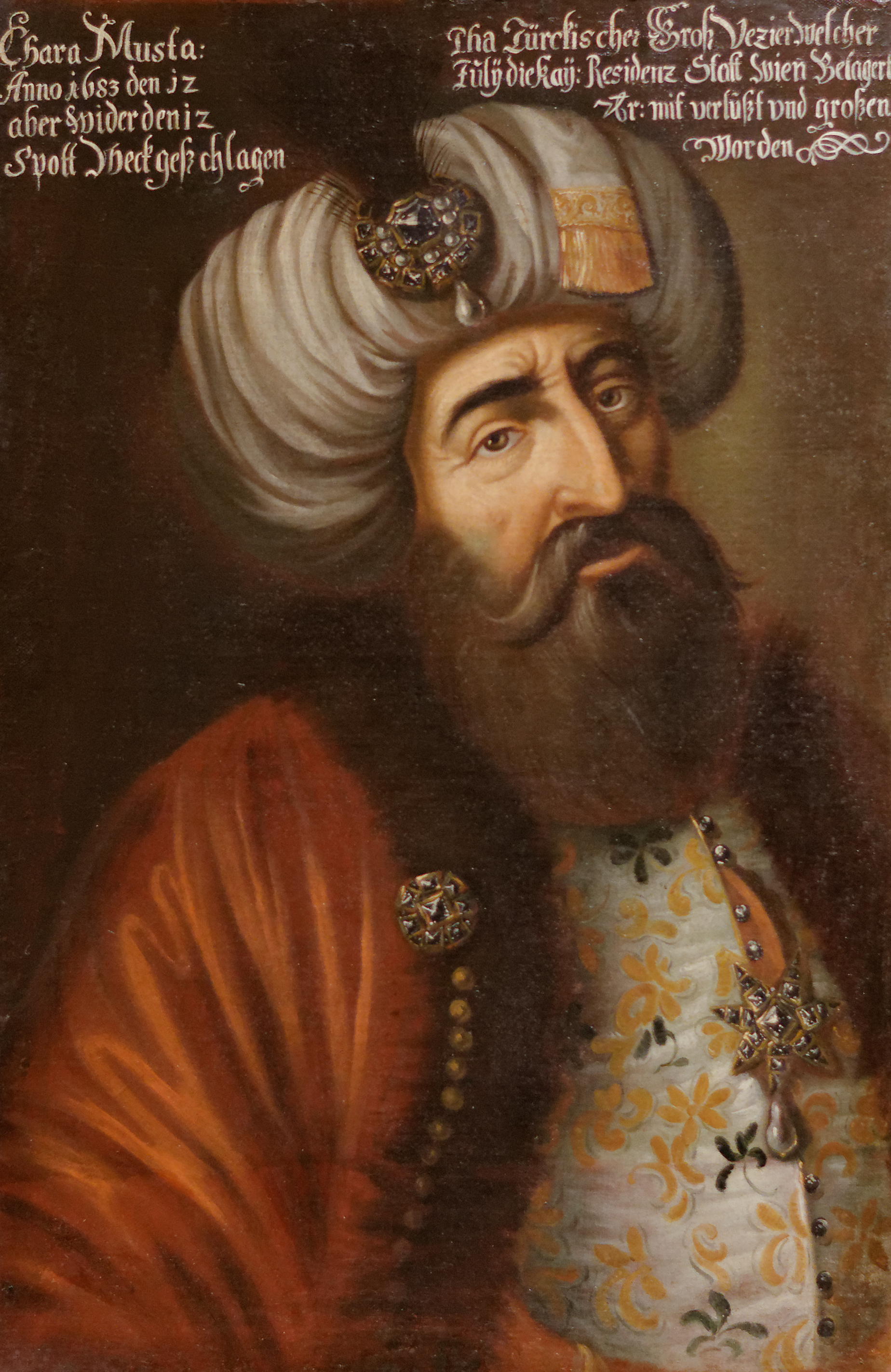
カラ・ムスタファ・パシャ

カラ・ムスタファ・パシャ（Merzifonlu Kara Mustafa Paşa, 1634年/1635年 - 1683年12月25日）は、オスマン帝国の大宰相（首相）。メフメト4世に仕え、第二次ウィーン包囲を敢行した。

## 生涯
1634年（または1635年）、アナトリア北中部メルズィフォンのスィパーヒーの家に生まれる。時の大宰相キョプリュリュ・メフメト・パシャに気に入られ婿としてキョプリュリュ家に入り、1663年に海軍提督に、1676年には義兄キョプリュリュ・アフメト・パシャの後継として大宰相に任じられた。
大宰相就任前の1672年にはポドリア地方を攻略し、帝国史上最大の版図を築いた。また、大宰相就任から2年後の1678年には露土戦争において大敗したイブラヒム・パシャに代わってオスマン帝国軍を率い、チヒルィーンを占領した。
1683年、ハプスブルク家支配下のハンガリー西部において反乱が発生、これをスレイマン1世以来150年振りのオーストリア攻略の機と考えたカラ・ムスタファはオスマン勢力下のクリミア、モルダヴィア、トランシルヴァニア、ワラキア諸侯らと共に15万の軍勢を起し、オーストリア領内に侵攻を開始した。8月初頭にウィーンに到着したオスマン軍は直ちにウィーンを包囲するが、堅固な城塞と籠城軍の抵抗の前に攻めあぐね、包囲は1月に及んだ。
9月12日、オーストリアが要請したポーランド、ドイツ諸侯の援軍7万が到着。ウィーンは陥落目前になっていたが、オスマン軍も長引く包囲と長い補給線の維持のために激しく疲弊しており、カラ・ムスタファの強権に諸侯や配下の兵は不満を募らせており、内部は動揺していた。このことを見抜いたポーランド軍のヤン3世は翌日に予定されていた攻撃を独断で早め、その日の夕刻に突撃を開始した。事前に偵察を放ってオスマン軍の布陣を正確に把握していたヤン3世はカラ・ムスタファのいる本陣めがけて突進、オスマン軍は大混乱となって包囲陣は崩壊、かくしてウィーン包囲は失敗に終わった。
ウィーンでは手痛い敗北を喫したカラ・ムスタファだったが、直ちにベオグラードで敗軍を再結集し、迎撃の態勢を整えた。ところが、敗戦の報を聞いた政敵がメフメト4世に讒言。ベオグラードにはカラ・ムスタファの処刑を命ずる勅令が届けられ、12月25日、同地で処刑された。弓の弦で絞め殺された後、遺骸の首は切断され、皮を剥がれ、剥製にされて、メフメト4世の許に届けられた。さらに彼の首級は、幾度もの戦闘の間にオーストリア軍の手に渡ったとされる。
カラ・ムスタファの死後、指揮官を失ったオスマン軍は同盟軍の前に敗戦を重ねた。さらにヴェネツィアとロシアが同盟側に加わり、16年に及ぶ大トルコ戦争の末にカルロヴィッツ条約とコンスタンティノープル条約が結ばれ、オスマン帝国はハンガリー、クロアチア、ポドリア、アゾフを失った。オスマン帝国にとってこれほどまで大規模な領土の喪失は初めてであり、ここからオスマン帝国の衰退が始まる。
現在、カラ・ムスタファの墓はエディルネにあり、出身地のメルジフォンにはカラ・ムスタファ・モスクが建てられている。